# La Gonterie-Boulouneix
La Gonterie-Boulouneix è un comune francese di 240 abitanti situato nel dipartimento della Dordogna nella regione della Nuova Aquitania.

## Società

### Evoluzione demografica
Abitanti censiti